# I. Aripert longobárd király
I. Aripert, más írásmóddal Aribert (? – 661) longobárd király 653-tól haláláig.
Bajor származású édesapja, Gundoald húgával, Theodelindával jött még Lombardiába. Theodelinda később Agilulf király felesége lett, Gundoald pedig Asti hercegségét kapta.

## Élete
Aripertet Rodoald király 653-as meggyilkolása után választották meg királynak. Trónra léptével új élet köszöntött az országra, ugyanis a király elődeivel ellentétben nem ariánus, hanem katolikus volt. Aripert nem mondható harcos uralkodónak, viszont sokat tett a katolikus hit elterjesztéséért országán belül. Ő építtette a Megváltó templomát a fővárosban, Paviában. Később itt is temették el. Halálakor béke honolt országában. Kérésére két fiát, Perctaritot és Godepertet egyszerre választották meg királynak.

## Gyermekei
Aripert feleségének a neve nem maradt fenn. 3 gyermekéről tudunk ismerjük:
- Godepert longobárd király[2] (kb. 638 – 662)
- Perctarit longobárd király[2] (kb. 642 – 688)
- leány[2] ∞ Grimoald longobárd király (kb. 610 – 671)

## Eredeti források
- Pauli Historia Langobardorum
- Origo Gentis Langobardorum